# Esterhofen
Esterhofen ist ein Ortsteil der Gemeinde Vierkirchen im oberbayerischen Landkreis Dachau.
Das Dorf liegt westlich direkt anschließend an den Kernort Vierkirchen.

## Geschichte

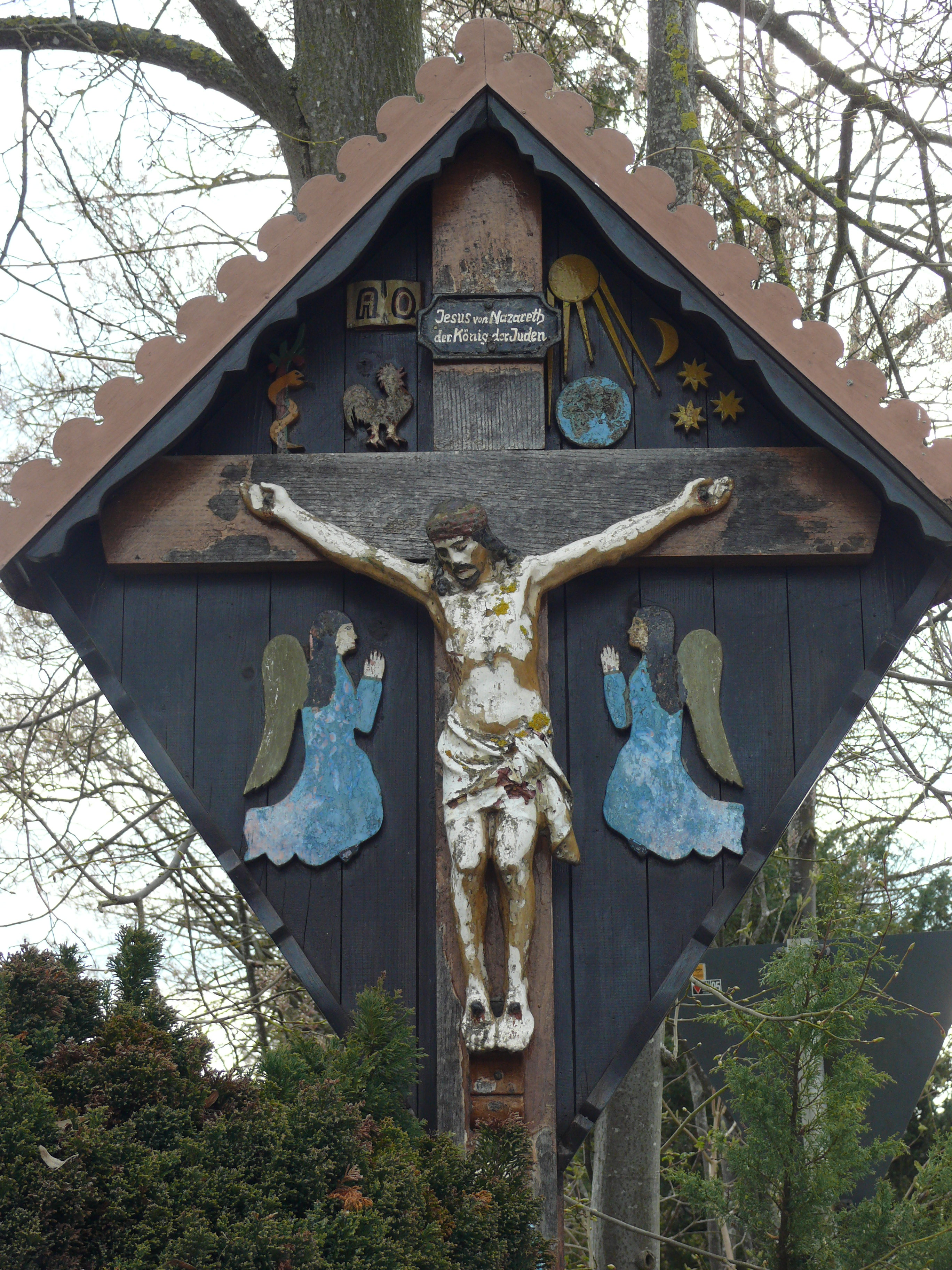
Wegkreuz

Esterhofen ist vermutlich jünger als die Nachbarorte, die Ersterwähnung ist von 1381, als dem Kloster Indersdorf der „Groß- und Kleinzehet ze Bäzenbach und ze Österhofen“ verkauft wird. Der Name bedeutet „östliche(r) Hof/Höfe“, in diesem Fall östlich von Pasenbach, zu dem eine enge Beziehung bestand. Der Ortsname deutet enge Beziehungen zu Pasenbach an, bedeutet er doch Hof oder Höfe östlich des Mutterdorfes Pasenbach.
Diese enge Beziehung zeigt auch noch die Erstnennungsurkunde vom September 1381, nach der Hans der Biburger, der gleichzeitig in Rettenbach begütert war, dem Kloster Indersdorf den Groß- und Kleinzehet ze Bäzenbach und ze Österhofen um 12 Pfund Regensburger Pfennige verkaufte. Im Spätmittelalter gelangte dann fast ganz Esterhofen unter die Grundherrschaft Münchner Bürger. Bis über die Zeit des Bahnbaus der Strecke München-Ingolstadt im Jahre 1867 hinaus blieb Esterhofen ein Weiler mit fünf Anwesen. 1823 hatte er 29 Einwohner, 1879 waren es 35 Einwohner.
Seit dem zweiten Gemeindeedikt von 1818 ist Esterhofen ein Ortsteil von Vierkirchen.
In der Bayerischen Denkmalliste sind keine Objekte eingetragen.

## Verkehr
Am südwestlichen Ortsrand liegt an der Bahnstrecke München–Treuchtlingen der Haltepunkt Vierkirchen-Esterhofen. Er ist mit der Linie S2 an die S-Bahn München angeschlossen.